# Sodaville (hardware)
Sodaville è il nome in codice di un particolare chip sviluppato da Intel appositamente per il settore Consumer Electronics (spesso abbreviato in "CE"), ovvero il settore che raggruppa tutti i dispositivi di elettronica di consumo, come ad esempio televisori di nuova generazione, lettori di supporti ottici, ecc. È stato presentato durante il tradizionale evento Intel Developer Forum (IDF) avvenuto a settembre 2009 e verrà integrato nei dispositivi utilizzando il nome commerciale di Intel Atom CE4100.
Sodaville va a succedere al chip "Intel Media Processor CE3100", conosciuto anche con il nome in codice di Canmore, presentato ad agosto 2008, e lo scopo che Intel si prefigge di raggiungere mediante l'integrazione di questo chip nel più alto numero possibile di dispositivi è quello di semplificare, e quindi velocizzare, la convergenza tra i tradizionali prodotti di elettronica di consumo e quelli pensati per offrire la connettività Internet, in modo da consentire anche la gestione dei contenuti online per i flussi video ad alta definizione.

## Caratteristiche tecniche

### Processo produttivo
Come il predecessore, è un chip x86, in grado quindi di poter eseguire (almeno in linea teorica) qualsiasi applicazione sviluppata nel settore PC, di tipo System on a Chip (SoC), ovvero integra anche tutti gli altri sistemi, come il chipset, il sottosistema grafico e il controller di memoria RAM, in un unico chip a 45 nm (Canmore era invece realizzato a 90 nm).
Più precisamente, il core di processore integrato in Sodaville è ora derivato da una particolare versione di Atom Pineview funzionante fino a 1,2 GHz, e dotato di una cache L2 di 512 KB a 2 vie di tipo associativo. Il bus è a 100/133 MHz mentre il controller della memoria RAM integrato è in grado di supportare sia memoria DDR2 che DDR3. Il sottocomparto grafico è per la prima volta in grado di gestire 2 flussi video in alta definizione in formato MPEG-2, MPEG-4 (comprensivo della certificazione "DivX Home Theater 3.0"), H.264 e VC-1 oltre a gestire porte HDMI (nella versione 1.3) con HDCP, come richiesto dallo standard Blu-ray; infine anche la decodifica audio può venire gestita da Sodaville grazie al supporto dell'audio multicanale 7.1.
In alcune particolari versioni più potenti, verrà anche integrata la capacità di elaborare grafica 3D grazie al comparto grafico a 400 MHz, in modo da poter eseguire anche applicazioni grafiche particolarmente esigenti.
Per quanto riguarda la connettività I/O, vengono supportati gli standard USB 2.0, PCI Express e SATA.

### Tecnologie implementate
Derivando dal processore Atom, Sodaville integra le istruzioni MMX, SSE, SSE2, SSE3, SSE4 e EM64T.
Inoltre, è stata introdotta la nuova tecnologia Intel Precision View, che si occupa di ottimizzare la visualizzazione di flussi video ad alta definizione, e la tecnologia Intel Media Play, già presente in Canmore, il cui scopo è quello di unire la decodifica hardware del flusso video proveniente dalle tradizionali sorgenti televisive via etere o dai supporti ottici, alla decodifica software dei flussi video provenienti dalla rete.

## Il successore
Intel non ha ancora reso noto quale sarà il successore di Sodaville.